# Jean Le Grain
Jan Ziarnko, connu aussi sous le nom de Jean Le Grain, est un dessinateur et graveur polonais né à Lviv vers 1575 et mort à Paris vers 1630. Il fut l’un des artistes polonais les plus connus de son temps.

## Biographie
On sait peu de choses sur ses jeunes années et sur sa formation artistique, si ce n’est qu’il fut membre de la Fraternité des Peintres catholiques de Lviv vers 1596-1597. Probablement formé en Pologne, il voyage ensuite en Italie, en Allemagne et en France aux alentours de 1598. Pour le conservateur Ada Palka, c’est peut-être à cette période qu’il rencontre des artistes s’intéressant aux anamorphoses.
Le Grain s’installe à Paris vers 1605 et y demeure jusqu’en 1629. C’est là qu’il réalise la grande majorité de son œuvre connu, soit environ trente-cinq gravures individuelles et trois séries de gravures. Environ soixante-quinze gravures réalisées d’après les dessins de Le Grain sont également connues. La plupart de ses œuvres sont des ex-libris, des images conçues pour des almanachs muraux, des portraits et des scènes historiques ou contemporaines.
Une de ses œuvres les plus étonnantes est une anamorphose de 1608 réalisée à l’eau-forte qui, une fois pliée en un cône, représente deux amants enlacés. Cette eau-forte est issue des Modi de Marcantonio Raimondi, une collection de gravures érotiques illustrant diverses positions sexuelles. L’inscription en latin et les vignettes qui l’entourent proviennent d’une source différente, inspirée du Pouvoir de Vénus, de Matthäus Greuter (1587). Cependant l’usage par Le Grain d’une grille circulaire pour créer le maillage déformant à l’origine de l’illusion d’optique est résolument novateur.
Son traité Perspectivae Stereo Pars Specialis sur la perspective visuelle en trois dimensions qui résume les méthodes de construction d’une anamorphose atteste sa maîtrise de ces techniques. Cet ouvrage pose les bases de la littérature sur ce sujet qui se développera au cours du XVIIe siècle en France, notamment avec l’ouvrage de Jean-François Niceron, La Perspective Curieuse, paru en 1638.
Un bon nombre des œuvres de Le Grain sont conservées à la Bibliothèque nationale de France (Paris), au British Museum (Londres) et au Musée Czartoryski (Cracovie).

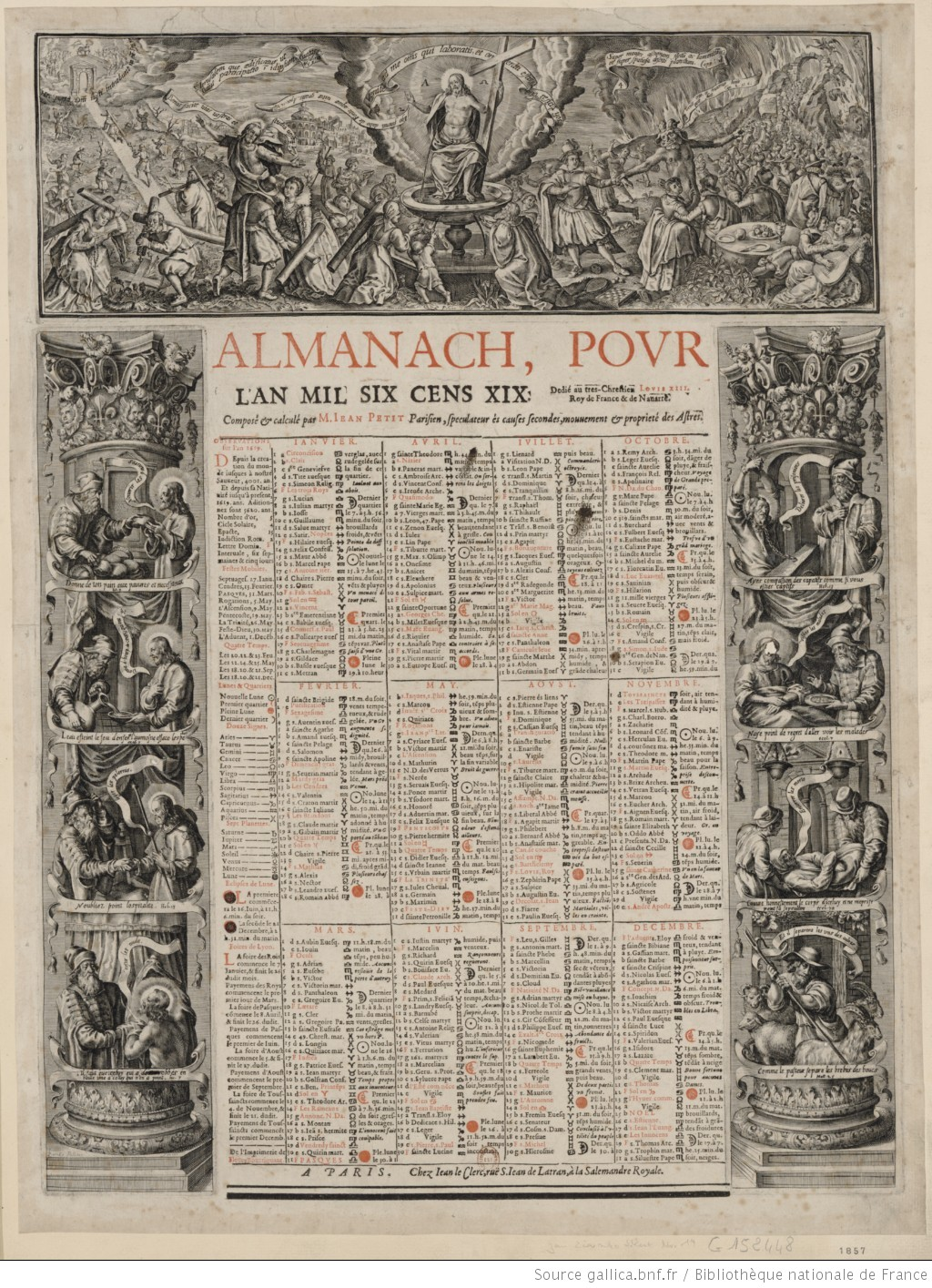
Almanach pour l'an 1619, Jean Le Grain.
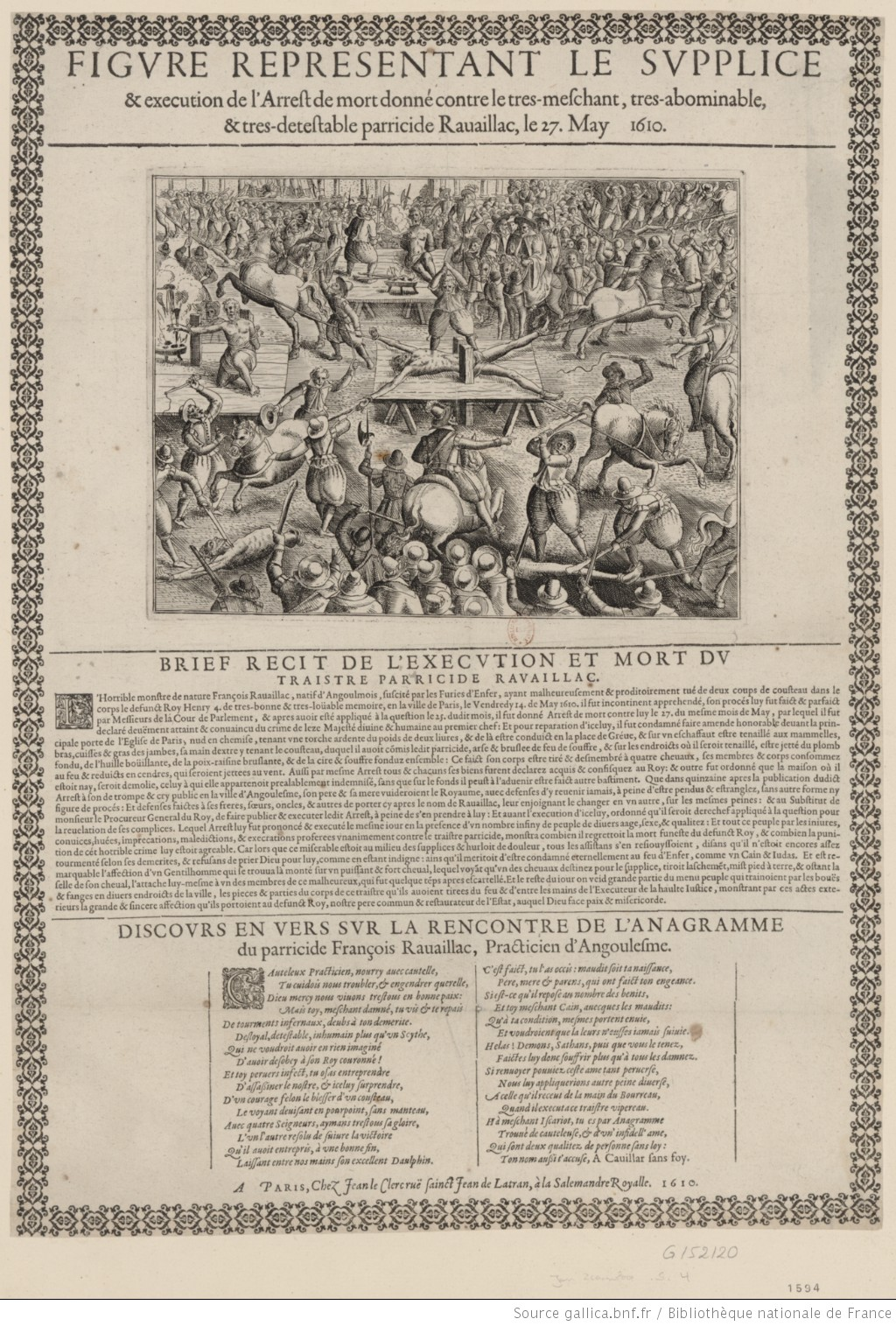
Le supplice de Ravaillac, Jean Le Grain.
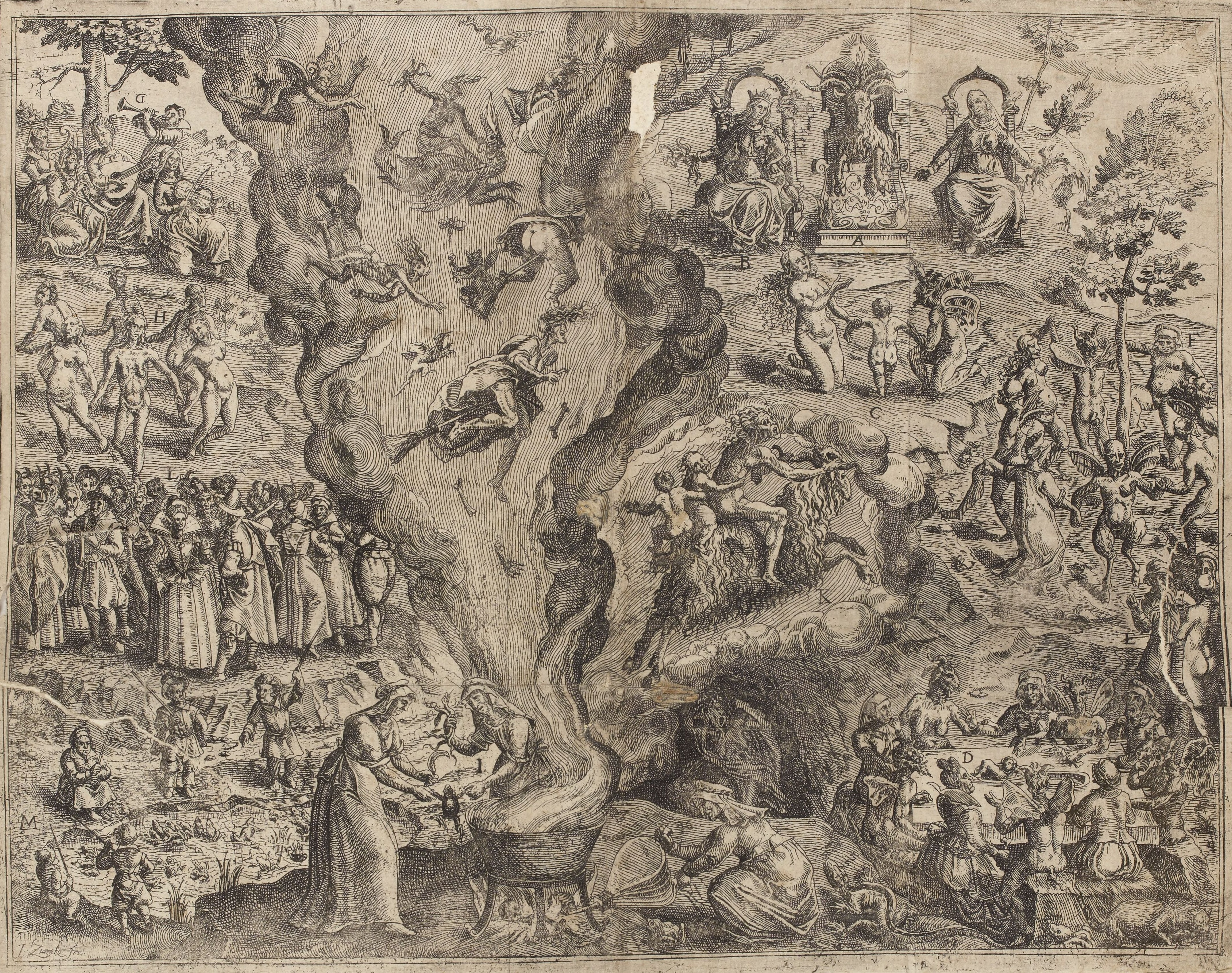
Description et Figure du Sabbat des Sorciers (1613).
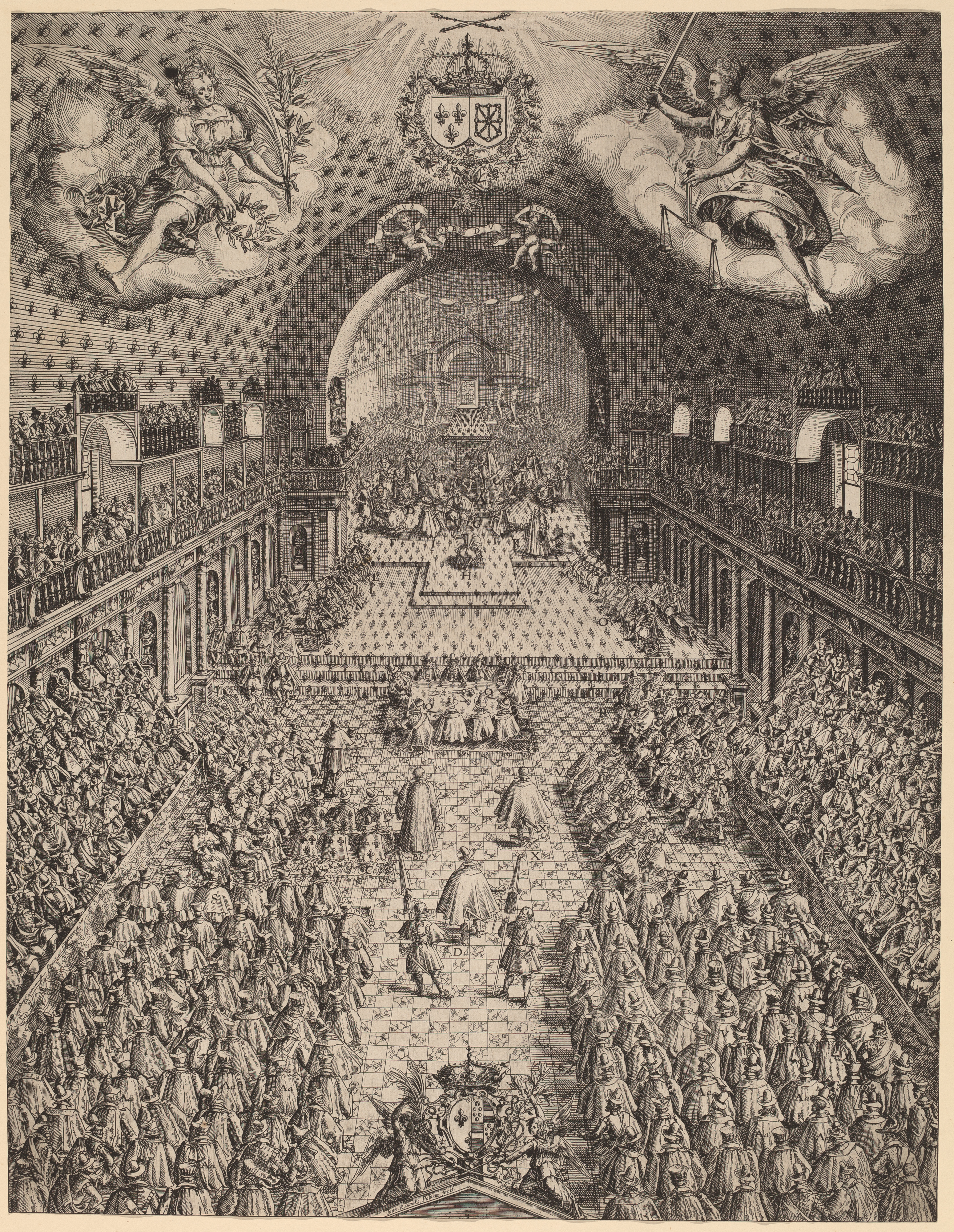
Les États Généraux de France (1614).